# Gendèr

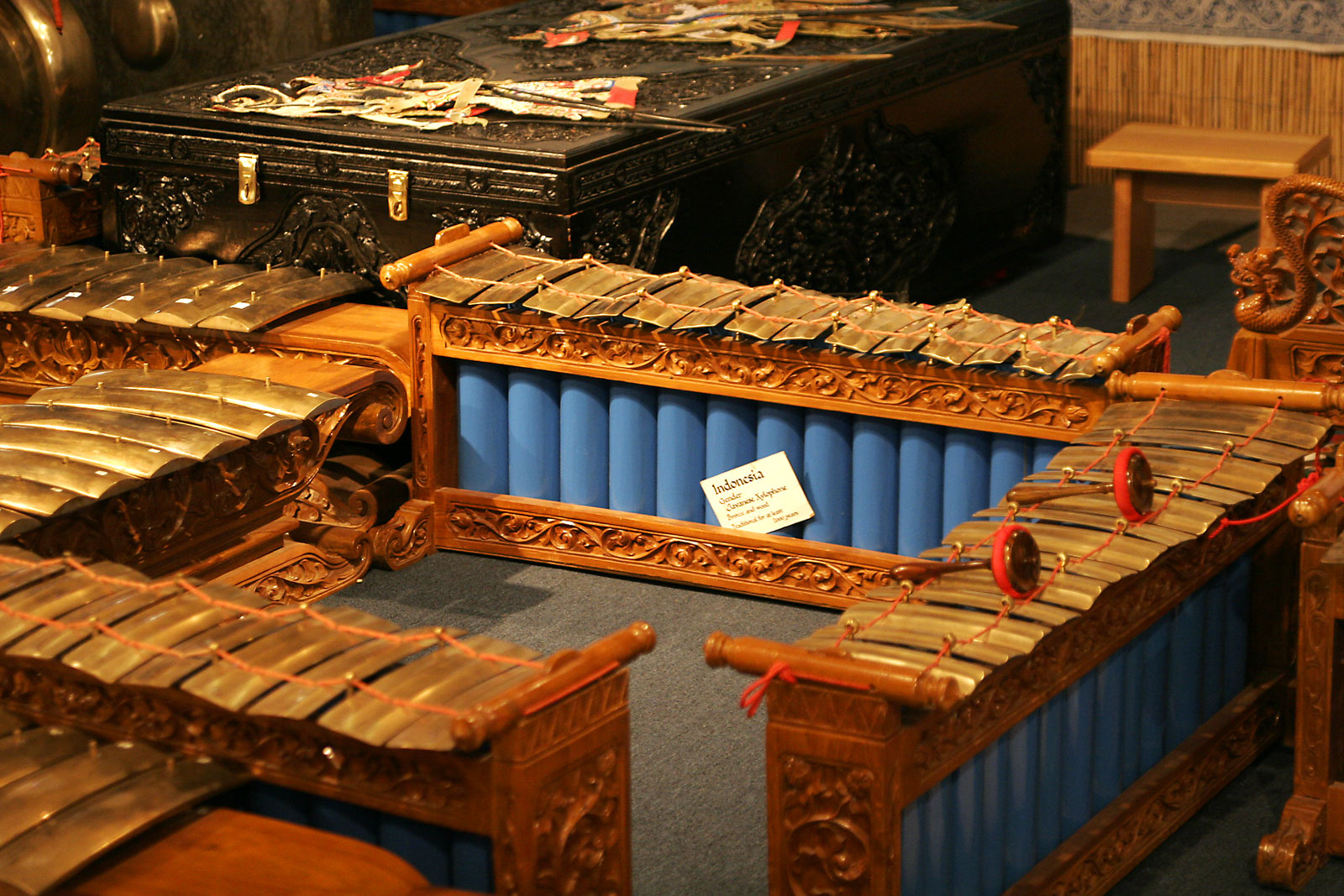
Drei gendèr, rechtwinklig angeordnet

Gendèr, auch Gender, sind auf Java und Bali in der Gamelan-Musik gespielte Instrumente. Es handelt sich um Metallophone mit dünnen gestimmten Klangplatten, die auf Schnüren über dazu passend gestimmten Resonanzröhren aufgehängt sind. Die Klangplatten bestehen meist aus Bronze, seltener aus Messing oder Eisen, die in einem Holzrahmen eingefassten Resonanzröhren aus Bambus oder Metall.
Auf Java wird das gendèr barung mit 13 bis 15 Bronzeplatten vom gendèr panerus unterschieden, dessen Tonhöhe eine Oktave über dem gendèr barung liegt und das doppelt so schnell gespielt wird. Das gendèr panembung mit sechs oder sieben Klangplatten verfügt über den Tonumfang der unteren Platten des gendèr barung. Eine Gamelan-Komposition (gending), deren Eröffnungssequenz (buka) ein gendèr übernimmt, heißt gending gendèr. 
In der sundanesischen Musik von Westjava kommen gendèr nicht vor. Zu den balinesischen Metallophonen des gendèr-Typs gehören die gangsa mit zehn bis 14 Klangplatten. Eine andere Familie von javanischen Metallophonen sind die saron, die sechs bis sieben dicke Klangplatten besitzen.